# Phylloxera pilosula
Phylloxera pilosula är en insektsart som beskrevs av Theodore Pergande 1904. Phylloxera pilosula ingår i släktet Phylloxera och familjen dvärgbladlöss. Inga underarter finns listade i Catalogue of Life.